# Riiser-Larsenzee

De zee bovenaan de kaart

De Riiser-Larsenzee (Engels: Riiser-Larsen Sea) is een voorgestelde naam voor een deel van de Zuidelijke Oceaan voor de kust van Antarctica. Het ligt voor de kust van Prinses Astridkust en Prinses Ragnhildkust van Koningin Maudland van Oost-Antarctica, ongeveer tussen 14° OL en 30° OL, begrensd door de Astrid Ridge in het westen en de Gunnerus Ridge en de Kainanmaru Bank in het oosten. De noordgrens wordt gedefinieerd als de 65e breedtegraad. Het zou een oppervlakte hebben van 699.000 vierkante kilometer.
Het zou worden begrensd door twee andere voorstellen uit een ontwerp van de Internationale Hydrografische Organisatie (IHO) uit 2002, de Kosmonautenzee in het oosten en de Lazarevzee in het westen.
In het westelijke deel ligt het Lazarev-ijsplateau, en verder naar het oosten liggen Erskine Iceport en Gödel Iceport, en het voormalige Belgische Koning Boudewijnbasis.

## Voorstel
De Samenwerkingszee werd in 1962 door de Sovjet-Antarctische Expeditie genoemd ter ere van de Noorse poolreiziger Hjalmar Riiser-Larsen. De naam verscheen voor het eerst als voorstel aan de IHO in het IHO-ontwerp van 2002. Dit ontwerp is nooit goedgekeurd door de IHO (of enige andere organisatie), en het IHO-document uit 1953 (dat de naam niet bevat) blijft momenteel van kracht. Toonaangevende geografische autoriteiten en atlassen gebruiken de naam niet, inclusief de 10e editie van de Wereldatlas uit 2014 van de National Geographic Society in de Verenigde Staten en de 12e editie uit 2014 van de Britse Times Atlas of the World. Maar op door de Sovjet-Unie en Rusland uitgegeven kaarten wel.